# 天龙座ιb
天龙座ι星b是一颗位于天龙座、距离地球约102.7光年的系外行星，其母星为K型巨星天龙座ι。该行星是在2002年进行的一项对K型巨星的研究中发现的，它是被发现的首颗环绕巨星运转的行星。该行星的轨道离心率较高，这在巨星普遍具有角频率的情况下（这种情况往往会干扰对行星的观测）有助于科学家发现该行星。